# Orthocis lacernatus
Orthocis lacernatus es una especie de coleóptero de la familia Ciidae.

## Distribución geográfica
Se encuentra al Este de África.